# Anchigarypus californicus
Espèce
Synonymes
- Garypus californicus Banks, 1909

Anchigarypus californicus est une espèce de pseudoscorpions de la famille des Garypidae.

## Distribution
Cette espèce se rencontre aux États-Unis en Californie et au Mexique en Basse-Californie et en Basse-Californie du Sud,.

## Habitat
Cette espèce se rencontre sur le littoral.

## Description

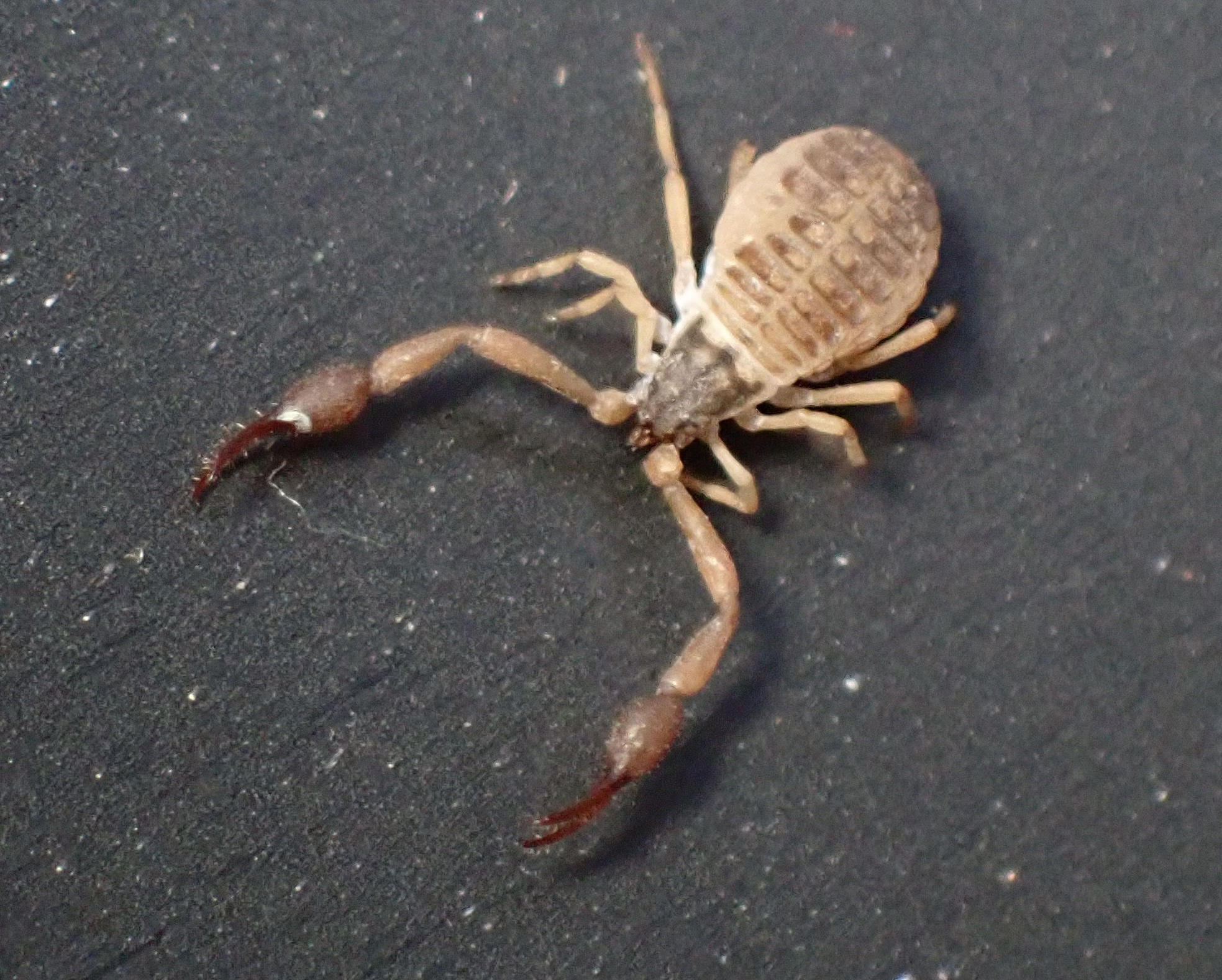
Anchigarypus californicus

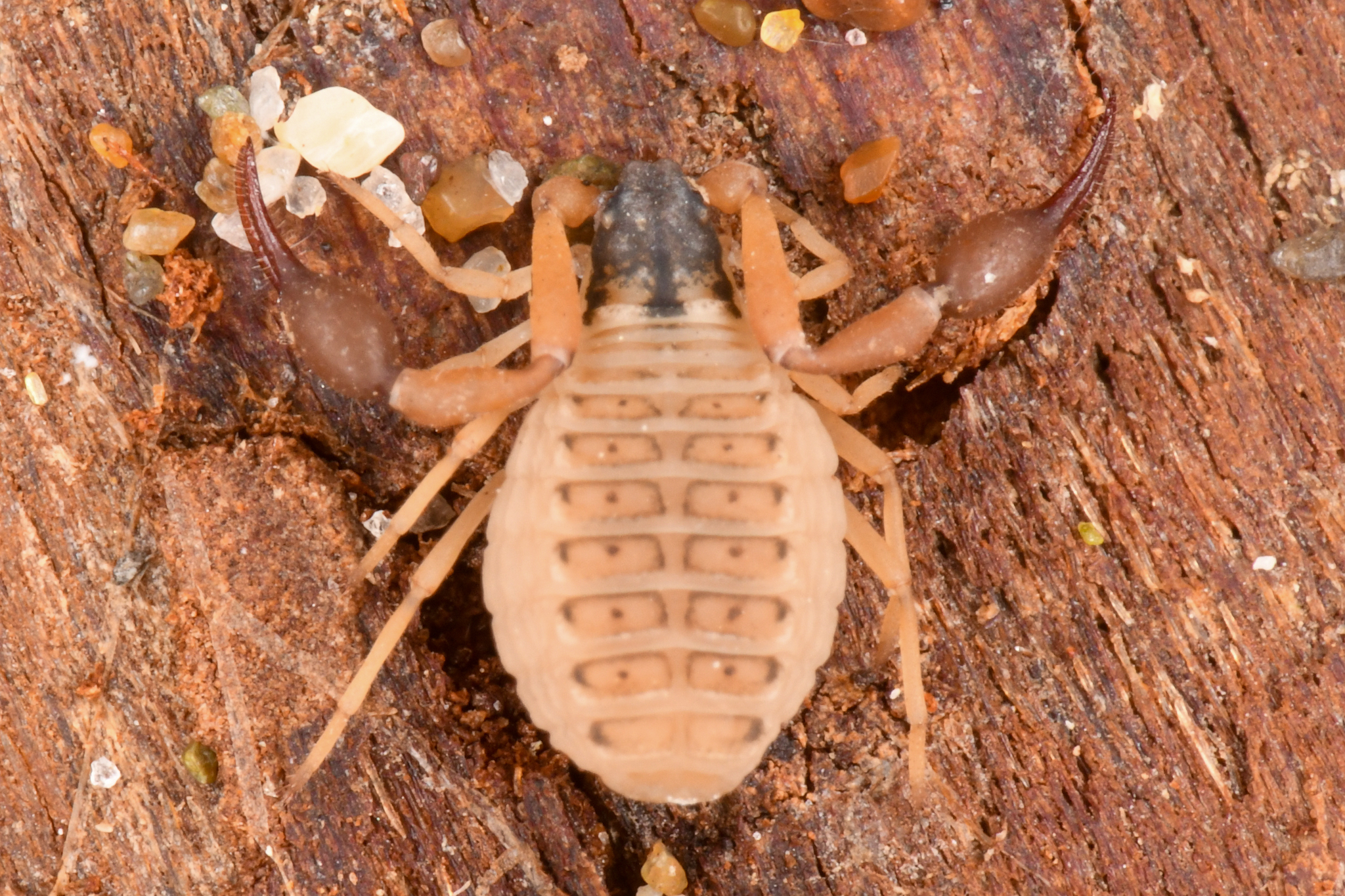
Anchigarypus californicus

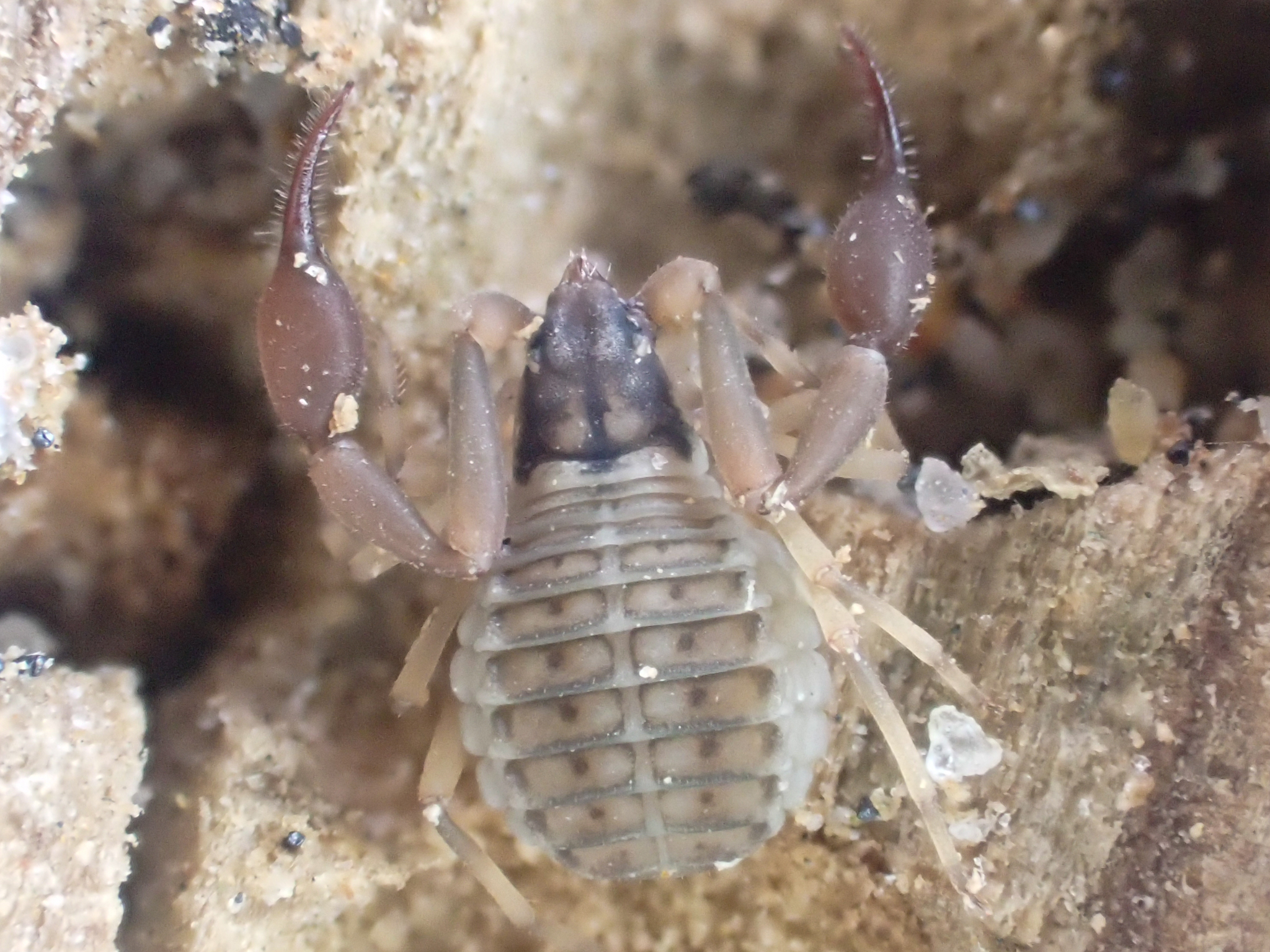
Anchigarypus californicus

Anchigarypus californicus mesure de 3,84 à 5,69 mm

## Systématique et taxinomie
Cette espèce a été décrite sous le protonyme Garypus californicus par Banks en 1909. Elle est placée dans le genre Anchigarypus par Harvey, Hillyer, Carvajal et Huey en 2020.

## Étymologie
Son nom d'espèce lui a été donné en référence au lieu de sa découverte, la Californie.

## Publication originale
- Banks, 1909 : « New Pseudoscorpionida. » Canadian Entomologist, vol. 41, p. 303-307 (texte intégral).